# Klinikum Lewenberg

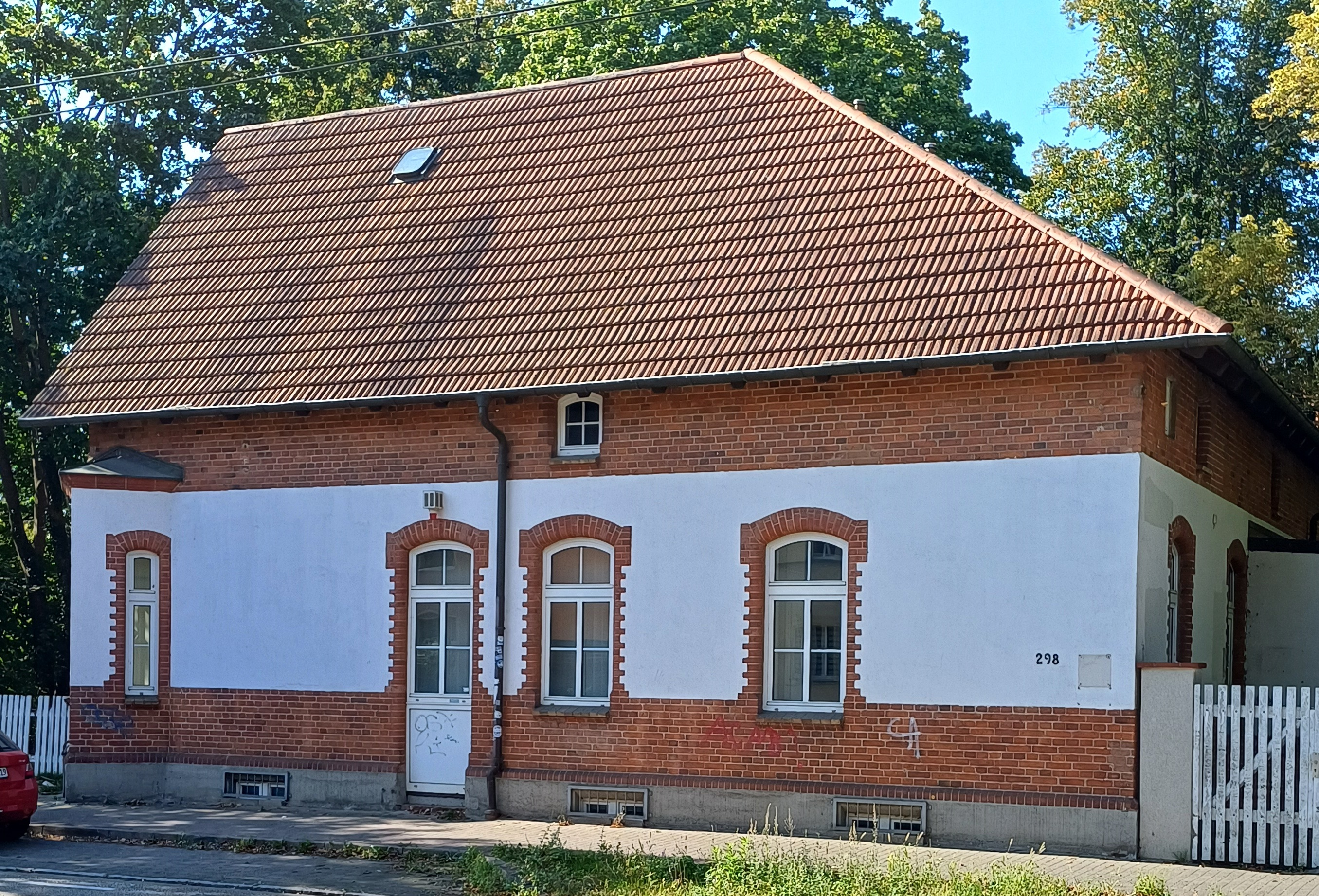
Pförtnerhaus

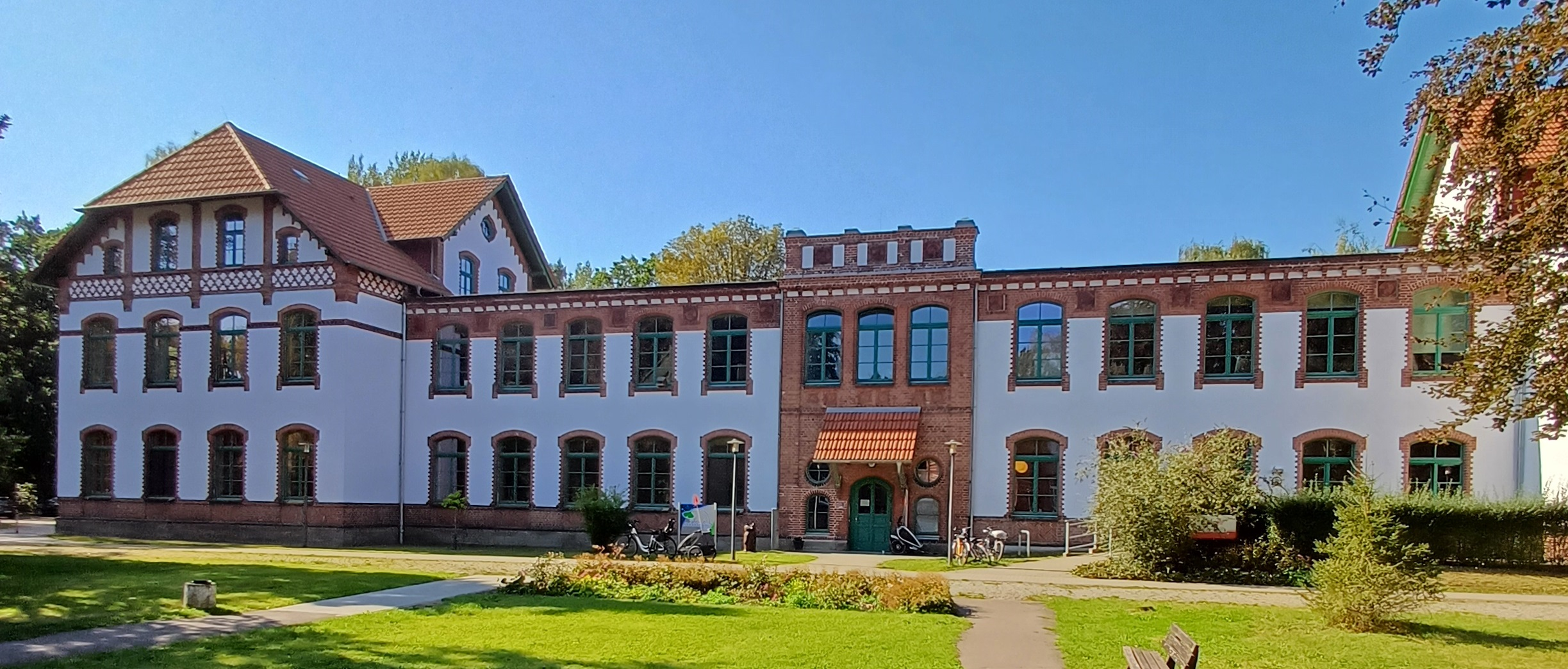
Gebäude 298c

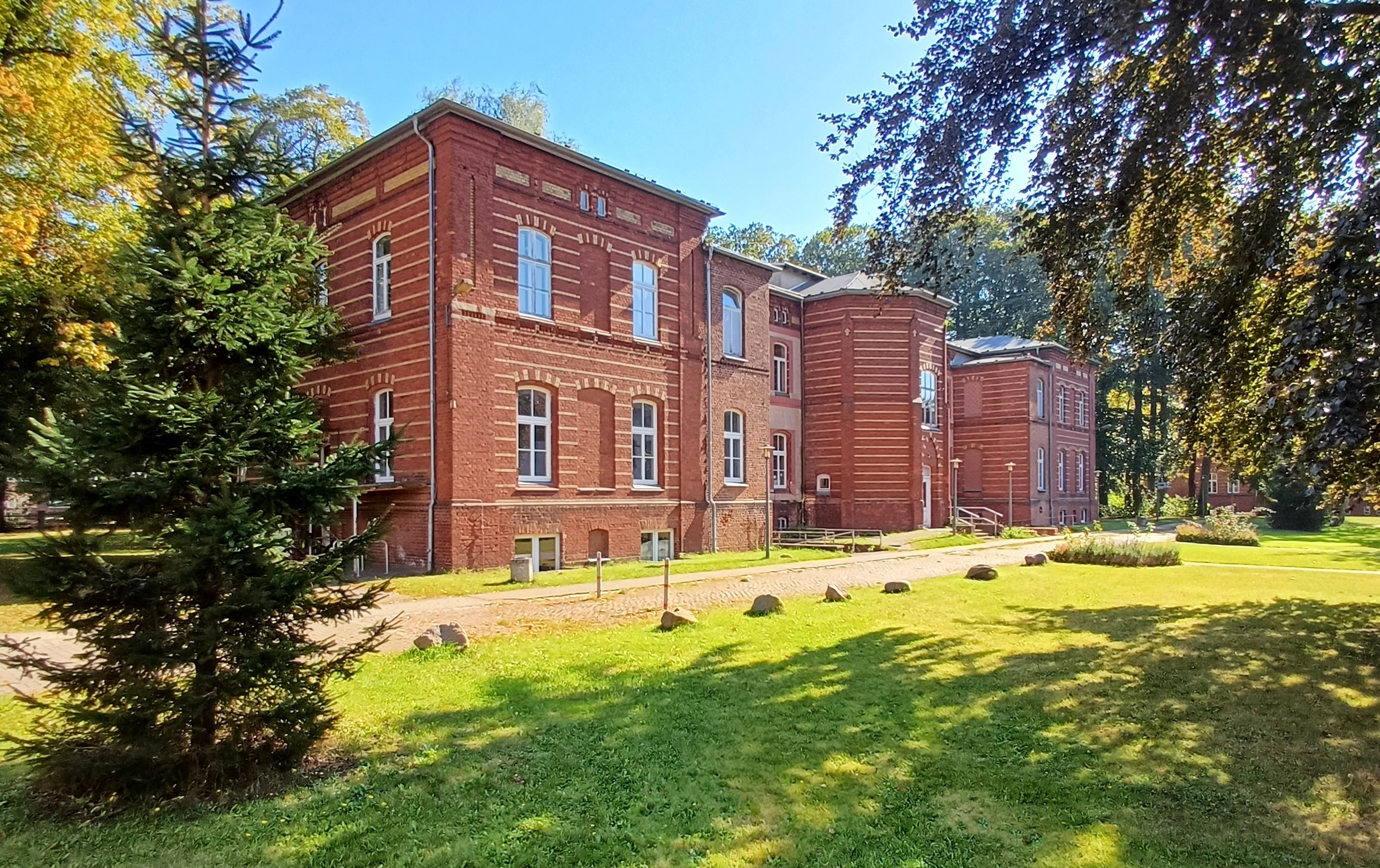
Gebäude 298d

Das ehemalige Klinikum Lewenberg in Schwerin, Stadtteil Lewenberg, Wismarsche Straße 298, ist ein Baudenkmal in Schwerin. Heute sind hier ein Seniorenheim, eine Kindertagesstätte sowie gesundheitliche und soziale Einrichtungen.

## Geschichte

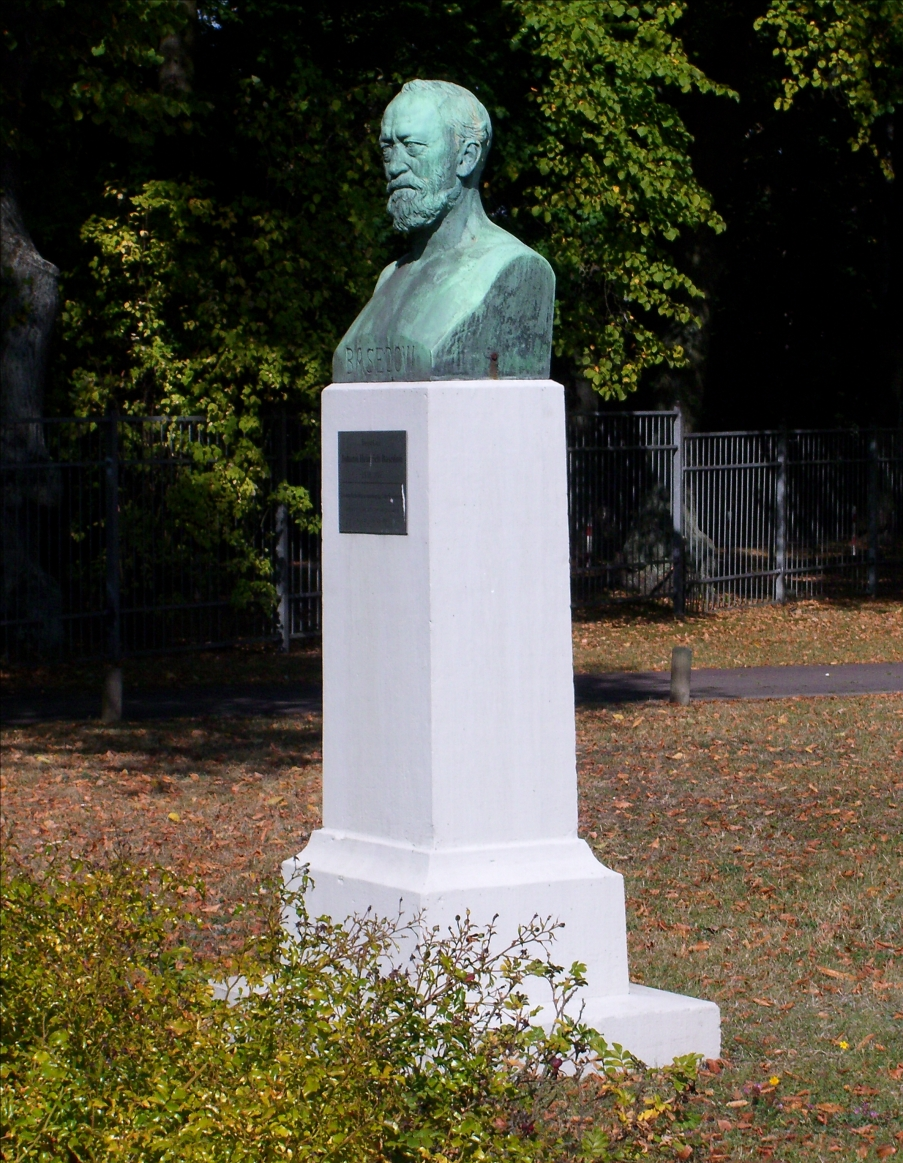
Basedow-Denkmal am Klinikum Sachsenberg (ehemals im Park Lewenberg)

Der Behindertenpädagoge Johann Basedow war Lehrer an der Großherzoglichen Irrenanstalt auf dem Sachsenberg bei Schwerin. Er überzeugte 1867 Großherzog Friedrich Franz II. die Bildungs- und Pflege-Anstalt für geistesschwache Kinder auf dem Lewenberg zu gründen. Basedow führte die Anstalt bis 1899 (†). Zur Anlage gehörten das sogenannte Basedowhaus, die drei Pflegehäuser, das Wirtschaftshaus mit Eiskeller, das Pförtnerhaus sowie der Park. Lewenberg kam 1875 zu Schwerin.
Das Kinderheim Lewenberg wurde 1941 als sogenannte Kinderfachabteilung in die Heil- und Pflegeanstalt Sachsenberg verlegt (heute Carl-Friedrich-Flemming-Klinik). Etwa 300 geistig und körperlich behinderte Kinder kamen bis zum Kriegsende 1945 durch aktive oder passive Tötungsmaßnahmen ums Leben.
Das Gelände des Kinderheims wurde nach 1945 durch das Bezirkskrankenhaus genutzt und trug später den Namen Klinikum Lewenberg.
Auf dem Areal befinden sich heute (2020):
- Das Seniorenheim im zwei- und dreigeschossigen 20-achsigen verklinkerten denkmalgeschützten Gebäude von 1867 mit dem zentralen Risalit mit Stufengiebel im Stil der Gründerzeit, ergänzt um ein neueres Bauwerk,
- die SOZIUS Pflege- und Betreuungsdienste in einem eingeschossigen Haus an der Straße
- die drei Kinderwohngruppen (298c) und
- das Parkcafé am Lewenberg (298c) in einem zwei- und dreigeschossigen Gebäude
- die Arzneimittelüberwachungs- und -prüfstelle im Pförtnerhaus (bis ca. 2022)
- der DRK-Landesverband Mecklenburg-Vorpommern in einem neueren viergeschossigen Gebäude an der Straße mit dem Institut für Transfusionsmedizin Schwerin vom DRK-Blutspendedienst,
- das Schweriner Hospiz am Aubach in einem eingeschossigen neueren Haus.